# Кнежина (Соколац)
Кнежина је насељено мјесто у општини Соколац, Република Српска, БиХ. Према прелиминарним подацима пописа становништва 2013. године, у насељу је живјело 237 становника.

## Историја
Према турским дефтерима Кнежина је у 15. и 16. вијеку била мјесто у вилајету Павле у нахији Олово. Негдје после 1516. године Кнежина прераста у касабу. Да би задобила статус касабе морала је да обезбједи вршење духовно-конфесионалних потреба муслиманског становништва села. Само на основу таквог садржаја затражила је статус касабе који је добијен царским хукумом. Први помен Кнежине као касабе забиљежен је 1563. године. Према извјештају бискупа Маварића Ватикану, ово село је тада имало 300 кућа, јавне објекте и привреду градског обиљежја. Јавне објекте касабе Кнежина чиниле су џамије, два мектеба, хамам и судница, турбе и хан. Привредну структуру су чинили су чаршија са 11 дућана занатлија, пијаца, три табхане, ступа ваљарица, 11 воденица од којих су четири на Биоштици, те најмање четири вакуфа. Стамбено насеље је било организовано у више градских махала. Период касабе трајао је све до 1692/93. године, када је наступио драстичан заокрет који је ову касабу свео на карактер обичног села. Народно казивање вели да је касаба страдала од куге и ратова. Од старих објеката у селу остала је џамија Селима.

## Географија
У засеоку Кадића Брдо се налази пећина под липом.

## Култура
У Кнежини се налазе манастир Кнежина и Султан Селимова џамија.

## Становништво
Према попису становништва из 1991. године, мјесто је имало 465, а мјесна заједница Кнежина је имала 2.282 становника.
| Демографија | Демографија | Демографија |
| Година      | Становника  | Становника  |
| ----------- | ----------- | ----------- |
| 1971.       | 437         |             |
| 1981.       | 406         |             |
| 1991.       | 465         |             |
| 2013.       | 237         |             |

Национални састав:
| Националност       | 1991.       | 1981.       | 1971.       |
| Муслимани          | 289 (62,1%) | 220 (54,2%) | 239 (54,7%) |
| Срби               | 170 (36,6%) | 162 (39,9%) | 194 (44,4%) |
| Југословени        | 5 (1%)      | 18 (4,4%)   | –           |
| Македонци          | –           | 2 (0,5%)    | –           |
| Црногорци          | –           | –           | 3 (0,7%)    |
| остали и непознато | 1 (0,2%)    | 4 (1,0%)    | 1 (0,2%)    |
| укупно             | 465         | 406         | 437         |

## Галерија
- манастир Кнежина
- Султан Селимова џамија у Кнежини

## Знамените личности
- Халид Бешлић, босанско-херцеговачки пјевач